# Asfrid Odinkarsdatter
Asfrid Odinkarsdatter (dronning i Danmark i begyndelsen af 900-tallet) er kendt fra to runesten fundet i nærheden af Hedeby, rejst af hende til minde om hendes søn, kong Sigtryg.

## Liv og Levned
Fra de to runesten ved vi, at Asfrid var datter af Odinkar, gift med kong Gnupa og mor til kong Sigtryg. Gnupa formodes at have været konge i Sønderjylland og siges at være søn af Olaf fra Sverige, der kom til Danmark i begyndelsen af 900-tallet for ifølge Adam af Bremen og munken Widukind at tage kongemagten med våbenmagt.
Ordlyden på de to runesten opført af Asfrid kunne antyde, at hun overlevede først sin mand og siden sin søn. Men det kan også betyde, at området ved Slesvig var hendes arveland.

## Runesten
Asfrid opsatte to runesten som mindesmærker for sin søn Sigtryg. Disse runesten udgør to ud af fire runesten fundet ved Hedeby.

### Hedeby 2
Deres oprindelige placering kendes ikke, men den første (DR2) blev fundet i to stykker ved Hedeby. Denne kaldes ofte den lille Sigtryg runesten:

#### Omskrivning af indskriften til latinske bogstaver
A osfriþr : karþi : kum bl ' þaun oft : siktriku :
B sun (:) (s)in : oui : knubu

#### Transskription til oldnordisk
A Asfriþr gærþi kumbl þøn æft Sigtryg,
B sun sin ok Gnupu.

#### Oversættelse til dansk
A Asfrid gjorde disse kumler efter Sigtryg,
B hendes og Gnupas søn.

### Hedeby 4
Den anden, den store Sigtryg-runesten (DR4) var blevet genanvendt ved en bastion ved Gottorp Slot ved Slesvig. Herpå stod der:

#### Omskrivning af indskriften til latinske bogstaver
A osfriþr ÷ karþi kubl ÷ þausi ÷ tutiR ÷ uþinkaurs ÷ oft ÷ siktriuk ÷ kunuk ÷
B ÷ sun ÷ sin ÷ ÷ auk ÷ knubu ÷
C kurmR (÷) raist (÷) run(a)(R) (÷)

#### Transskription til oldnordisk
A Asfriþr gærþi kumbl þøsi, dottiR Oþinkors, æft Sigtryg kunung,
B sun sin ok Gnupu.
C GormR rest runaR.

#### Oversættelse til dansk
A Asfrid, Odinkarsdatter, gjorde disse kumler efter kong Sigtrud,
B hendes og Gnupas søn.
C Gorm ristede runerne.

## Kulturelle gengivelser
Litteratur:
- Sigfred Pedersen (1956): Thyra Danebod; Udgiver: Aschehoug, 1956